# Dely Ibrahim Dey
Dely Ibrahim Dey ou Dely Ibrahim, est un dey d'Alger qui règne quelques mois du 22 mars au 14 août 1710 ; il meurt assassiné par un coup de mousquet. 

## Règne
Il prit le pouvoir à la faveur d'une révolte qu'il mena contre son prédécesseur mais fut mis à mort quelques mois plus tard par les conspirateurs qui l'avaient porté au pouvoir.